# Queen: The Singles Collection 1
A The Singles Collection 1 a brit Queen rockegyüttes 2008-ban, korlátozott példányszámban megjelent kislemez díszdobozos válogatása. Tartalmazza az együttes 1971 és 1978 között megjelent 13 kislemezét, mind külön lemezen, újrakeverve. A kiadvány borítója a korabeli kislemezborítókból készített kollázs (az angliai borítókon kívül helyet kaptak a korabeli portugál, holland, francia, vagy éppen magyar borítók is).

## Dalok
| Első lemez - Keep Yourself Alive - Son And Daughter Második lemez - Seven Seas of Rhye - See What A Fool I’ve Been Harmadik lemez - Killer Queen - Flick of the Wrist Negyedik lemez - Now I’m Here - Lily of the Valley Ötödik lemez - Bohemian Rhapsody - I’m in Love with My Car Hatodik lemez - You’re My Best Friend - ’39 Hetedik lemez - Somebody to Love - White Man | Nyolcadik lemez - Tie Your Mother Down - You and I Kilencedik lemez - Good Old-Fashioned Lover Boy - Death on Two Legs - Tenement Funster - White Queen Tizedik lemez - We Are the Champions - We Will Rock You Tizenegyedik lemez - Spread Your Wings - Sheer Heart Attack Tizenkettedik lemez - Bicycle Race - Fat Bottomed Girls Tizenharmadik lemez - Don’t Stop Me Now - In Only Seven Days |

## Külső hivatkozások
- Weboldal